# Scopula infantilis
Scopula infantilis är en fjärilsart som beskrevs av Claude Herbulot 1970. Scopula infantilis ingår i släktet Scopula och familjen mätare. Inga underarter finns listade.